# Рогачёво (деревня, Можайский городской округ)
Рогачёво — деревня в Можайском районе Московской области в составе Порецкого сельского поселения. Численность постоянного населения по Всероссийской переписи 2010 года — 66 человек. До 2006 года Рогачёво входило в состав Синичинского сельского округа.
Деревня расположена на западе района, примерно в 4,5 км к северу от Уваровки, на левом берегу реки Лусянка (приток Москва-реки), высота центра над уровнем моря 238 м. Через деревню проходит региональная автодорога 46К-1123 (бывшая Р 90) Тверь — Уваровка. Ближайшие населённые пункты — Каменка на северо-востоке и Лыкшево на северо-западе.